# Волноваська різанина
Масове вбивство дев'яти людей сталося 27 жовтня 2023 року в місті Волноваха Донецької області, окупованому з березня 2022 року російськими військовими під час вторгнення в Україну. Жертвами стали три покоління сім'ї, у тому числі двоє дітей, які зібралися напередодні на сімейне свято. Відкрито кримінальну справу за ознаками злочину, передбаченого п. «а, в» ч. 2 ст. 105 КК РФ, за яким загрожує до довічного ув'язнення. 30 жовтня 2023 року російською владою було затримано російських військовослужбовців-контрактників Антона Сопова та Станіслава Рау, які зізналися у злочині.
Це масове вбивство, яке було визнано вперше в Росії за весь час вторгнення та воєнних злочинів.

## Хід подій
У ніч на 28 жовтня у приватному будинку на вулиці Донецької міста Волноваха розстріляли господарів — 25-річного Олександра Капканця та його дружину 27-річну Катерину Хатинську. Разом із ними вбили їхнього чотирирічного сина Микиту та дев'ятирічну доньку Настю. Також загинули 31-річний брат Андрій Капканець, його дружина Наталія та 20-річний Дмитро, рідний брат Катерини Хатинської, 53-річний батько братів Едуард Капканець та його 51-річна дружина Тетяна, чий день народження напередодні зібралися відзначати усі родичі.
Усіх 9 членів сім'ї було вбито уві сні. В атаці використовувалися спеціальні автомати. «Вал» або «Вінторєз», призначені для безшумної стрільби. Тіла були виявлені через 8-10 годин після вбивства. За даними видання «Astra», спочатку високопоставлені військові намагалися приховати трагедію.
Спочатку українська прокуратура Донецької області висувала версію, що «озброєні люди у військовій формі» вимагали звільнити будинок для розміщення підрозділу російської армії. І після відмови за кілька днів повернулися для вбивства. Версія російських слідчих органів пов'язує вбивство із побутовим конфліктом. За повідомленнями місцевих мешканців, напередодні вбивства у господаря будинку виник конфлікт із військовими. За однією версією, родина торгувала самогоном та відмовила військовим у безплатному алкоголі. За іншою версією, причиною стало необережне зауваження, зроблене в магазині Едуардом Капканцем п'яним військовим буквально за кілька годин до вбивства..

## Підозрювані
Прямих свідків убивства не було. Сусіди помітили, як уночі від дому від'їжджав кросовий мотоцикл характерної форми, на якому сиділи двоє худих чоловіків у військовій формі. Мотоцикл потрапив на дві камери відеоспостереження у Волновасі. Мотоцикл належав одному з контрактників, який винаймав кімнату неподалік місця вбивства і зберігав мотоцикл у дворі..
Увечері 30 жовтня Слідчий комітет Російської Федерації з «Донецької Народної Республіки» повідомив, що відкрито кримінальну справу за ознаками злочину, передбаченого п. «а, в» ч. 2 ст. 105 КК РФ, за яким загрожує до довічного ув'язнення. Підозрювані — російські військовослужбовці-контрактники з Дальнього Сходу — затримано на 30 діб. Першим затримали власника мотоцикла, а згодом і другого військові. У ході слідчих дій підозрювані зізналися, що хотіли через «образу» вбити Едуарда та його сина Олександра, але у темряві «не могли розпізнати жертв».
Першим імена підозрюваних назвав анонімний телеграм-канал «ВЧК ОГПУ». Це булі російські військовослужбовці-контрактники з Приморського краю 21-річний Антон Сопов та 28-річний Станіслав Рау. Видання «Сибір. Реалії» зв'язалося з братом Станіслава Рау та підтвердило, що він є одним із затриманих.
Станіслав Рау до служби в армії 7 років працював автомеханіком у Петропавловську-Камчатському, перед цим він закінчив політехнічний коледж у селі Вовчиха Алтайського краю і відслужив в армії у розвідроті спецпризначення у званні сержанта. Служив в 155-й гвардійській бригаді морської піхоти Тихоокеанського флоту, у березні 2023 завербувався в ПВК «Вагнер» добровольцем, мабуть, за прикладом друзів. Також у січні 2023 року на війні загинув рідний дядько Рау, завербований в «Вагнер» з новосибірської колонії, де відбував термін за вбивство.
Антон Сопов народився в серпні 2002 року в селищі Ярославський Приморського краю. Також служив у морській піхоті Тихоокеанського флоту. Згідно з карткою Владивостоцького військового суду, у лютому 2023 року Сопова визнали винним у дідівщині із заподіянням середньої тяжкості шкоди здоров'ю (ч. 2 ст. 335 КК). Його батько Руслан Сопов брав участь у військових діях в Україні ще у 2016 році і був внесений до бази українського сайту «Миротворець» як водій-такелажник зенітно-ракетного дивізіону 60-ї окремої мотострілецької бригади (військова частина 16871), розташованої в Приморському краї.
Сопов і Рау познайомилися найімовірніше в «учебці» весною 2023 у Владивостоку. За твердженням «ВЧК-ОГПУ», Сопов і Рау напередодні вбивства входили до підрозділу Міністерства оборони «Шторм», створеного з найманців ПВК «Вагнер» після заколоту Євгена Пригожина.
У жовтні 2023 губернатор Камчатського краю Володимир Солодов їздив на окуповані території Донецької області та нагородив військовослужбовців свого регіону. Сопов та Рау виступали у ролі «зразково-показових військовослужбовців»: супроводжували губернатора в зону бойових дій, фотографувалися з ним. Сопов став героєм відеорепортажу «Ізвєстій», а губернатор Солодов особисто вручав йому Чебурашку.